# 飛昱科技
45°32′34″N 122°55′47″W / 45.542697°N 122.92963°W
飛昱科技又稱FEI公司（英語：Field Electron and Ion Company，FEI），是一家設計、製造和維護顯微鏡的美國科技公司。公司總部設於俄勒岡州希爾斯伯勒 ，在全球有50多個國家或地區擁有銷售務據點以及2,800多名員工。曾於那斯達克上市，2016年被賽默飛世爾科技併購後成為旗下的子部門。

## 歷史
飛昱科技由林伍德．斯旺森、安東尼．特倫佐以及布拉德利．J．蒂斯於1971年成立，總部設於美國俄勒岡州希爾斯伯勒，主要設計與生產穿透式電子顯微鏡、掃描電子顯微鏡以及聚焦離子束設備。1973年起公司名稱簡稱為FEI公司。1978年研究場發射顯微鏡及電子源的科學家喬恩．奧爾洛夫加入合夥，成為第四位合夥人。林伍德．斯旺森是俄勒岡研究生中心的應用物理學教授，也是喬恩．奧爾洛夫博士的指導教授。飛昱科技於 1981 年推出液態金屬離子源，在半導體工業中用於研磨修復和缺陷分析。目前的飛昱科技是於1997年與飛利浦電子光學合併以及 1999 年收購離子束公司 Micrion而成。因此，飛昱科技在電子顯微鏡領域技術根源可以追溯到1940年代飛利浦電子光學公司所生產的儀器。
2016年5月27賽默飛世爾科技宣布以42億美元收購，於2017年初完成交易，當時飛昱科技旗下傭有20國2700多名員工，原先飛昱科技的公司商標也不再使用，完全併入賽默飛世爾科技的材料和結構分析部門。

## 外部連結
- 飛昱科技 （页面存档备份，存于） - 飛昱科技官方網站